# Speeltoren (Edam)
De Speeltoren is de toren van de voormalige Onze-Lieve-Vrouwekerk, ook wel de Kleine Kerk genoemd, onderdeel van een eertijds begijnhof in de Noord-Hollandse stad Edam.

## Ontstaan
De Onze-Lieve-Vrouwekerk werd in 1310 gesticht en in 1883 grotendeels gesloopt. Twee traveeën van het schip bleven gespaard evenals de speeltoren. De toren telt vijf geledingen en heeft een slanke vorm. De octagonale (acht kantige) lantaarn van de toren is gemaakt van zandsteen en dateert uit de 16e eeuw. De toren werd in 1764 hersteld. Restauraties van de toren vonden ook plaats in de jaren 1922 tot 1924 en in 1972. Bij de restauratie van 1972 werd nog weer een deel van de oude kerk afgebroken. Vanwege de sloopwerkzaamheden in april/mei van dat jaar, dreigde de toren om te vallen. Door het treffen van noodmaatregelen kon een instorting worden voorkomen. Daarna is gezorgd voor de noodzakelijke ondersteuning, maar de toren staat niet (meer) loodrecht.

## Klokken

### Carillon
Vandaag de dag heeft het carillon 37 klokken volgens de reeks a1 (ca/485 kg)-b1-cis2chromatisch-b4  die op het klavier zijn aangesloten als c2-d2-e2-chromatisch-d5. Hiervan zijn de zwaarste vier door Peter I van den Ghein gegoten; de overige 33 in 1970 door Klokkengieterij Petit & Fritsen in Aarle-Rixtel. De klokken zijn gestemd in de evenredig zwevende stemming.

### Geschiedenis van het klokkenspel
Het oorspronkelijk klokkenspel werd rond 1568 vervangen door dat van de Sint-Nicolaaskerk of Grote Kerk van Edam. Tot 1922 bestond dit spel uit een diatonische reeks van twee octaven )16 klokken incl een bes) merendeels gegoten door Peeter van den Ghein in 1561. In 1922 werden de klokken naar Taylor in het Engelse Loughborough gebracht, dat zes van de oude klokken behield in het spel en het aanvulde met 13 nieuwe klokken tot een tweeoctaafs carillon, gestemd in evenredig zwevende temperatuur. Bij het 600-jarig bestaan van Edam in 1957 was het carillon weer in desolate toestand en werd er advies gevraagd voor een restauratie. Na een hoop strubbelingen over hoe en wie de restauratie moest uitvoeren (men wenste namelijk een carillon van vier octaven), bleef het werk tot eind zestiger jaren liggen. De adviescommissie wilde een drieoctaafs spel omdat er niet meer ruimte in de toren was. Uiteindelijk werd dit plan uitgevoerd en mocht Petit & Fritsen de nieuwe klokken in de toren hangen. Een deel van de oude klokken bevindt zich vandaag de dag museaal opgesteld in de Grote Kerk van Edam.

### Uurslagklok
Verder hangt in de toren nog een klok met toon c1 die werd gegoten door Henricus van Meurs in 1620. Deze slaat de hele uren. Volgens Loosjes was er nog een klok van dezelfde gieter met als tekst: SOLI DEO GLORIA - HENRICVS VAN MVERS ME FECIT 1620. Deze was gescheurd en stond bij het Edams museum.

### Automatisch spel
Er kwam in 1970 een automatisch spel met elektro-magnetische overstekende hamers. Het oude uur- en trommelspeelwerk wat nog in de toren staat werd vervaardigd door J. P. Engelsz in de zestiende eeuw. Het werd bij de laatste restauratie in 1999 weer in gebruik genomen.

## Literatuur

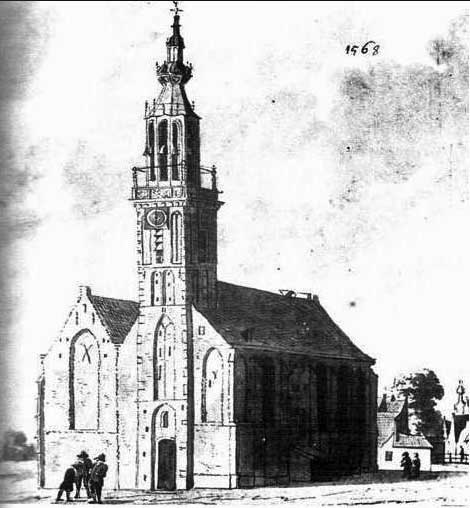
Speeltoren op een prent van Tavenier (ca. 1790)
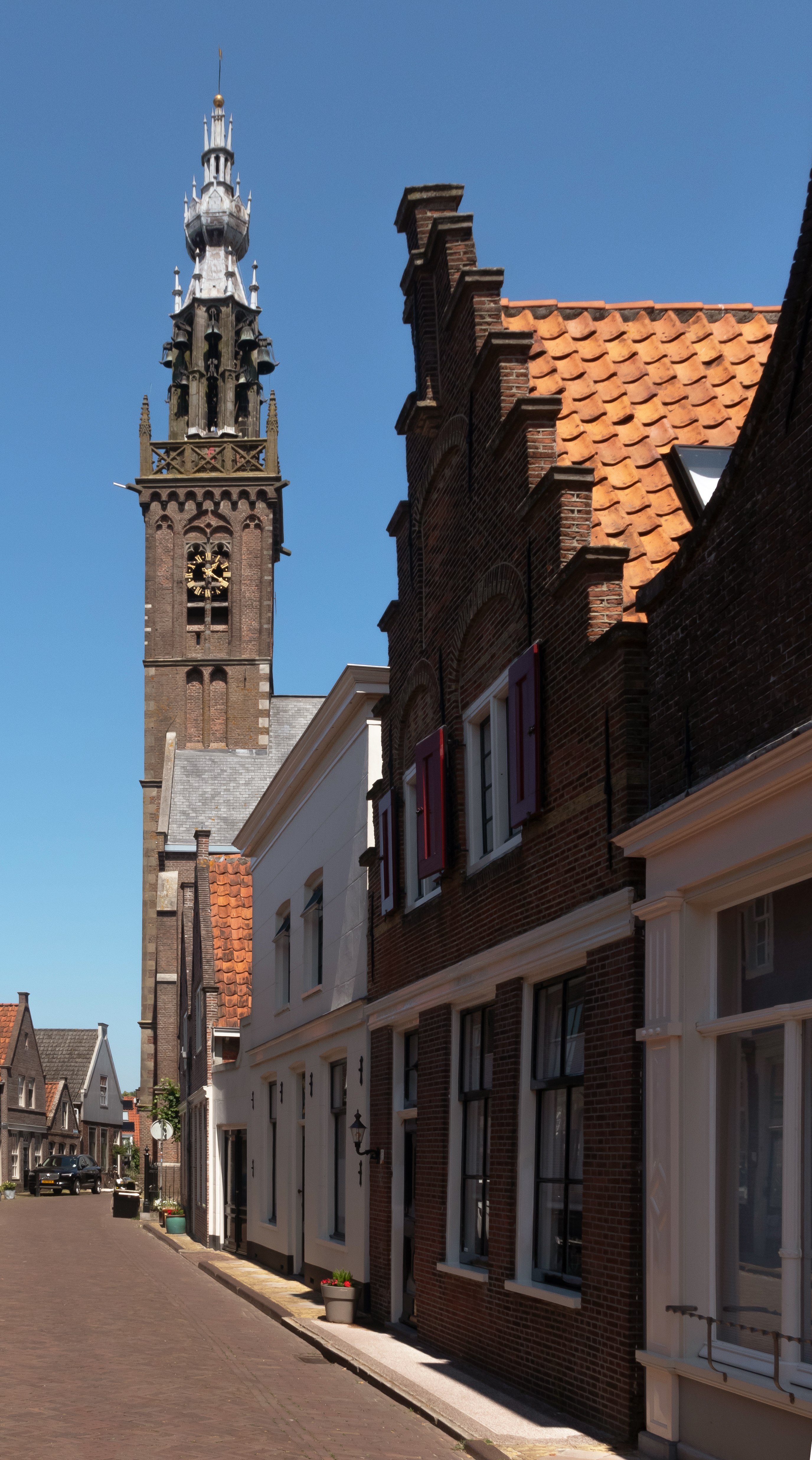
De Speeltoren (toren van de voormalige Onze-Lieve-Vrouwekerk) in straatzicht
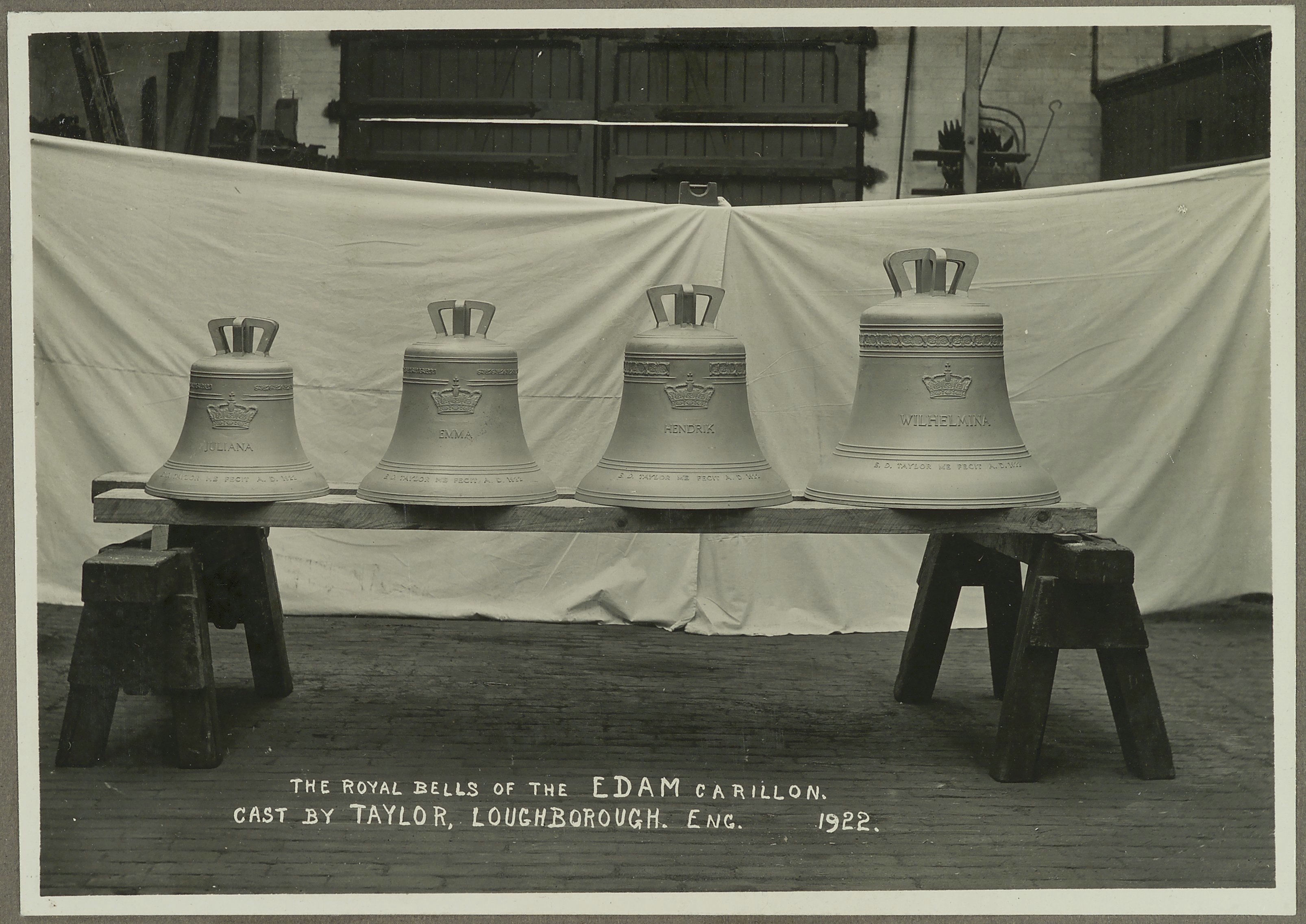
Vier klokken van het carillon bij Taylor in Engeland
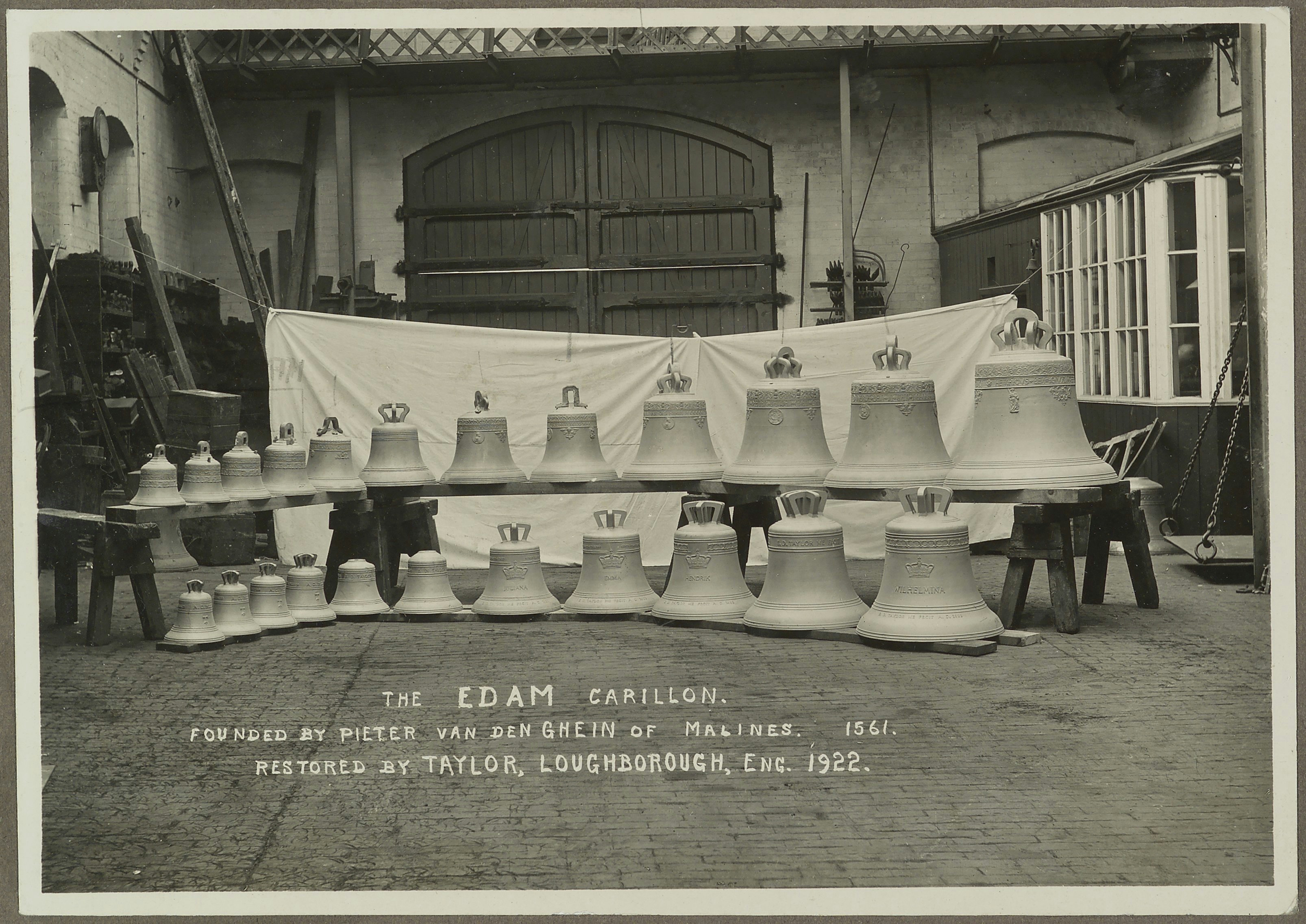
Klokken voor de speeltoren van Edam gerestaureerd door John Taylor in Loughborough Engeland.
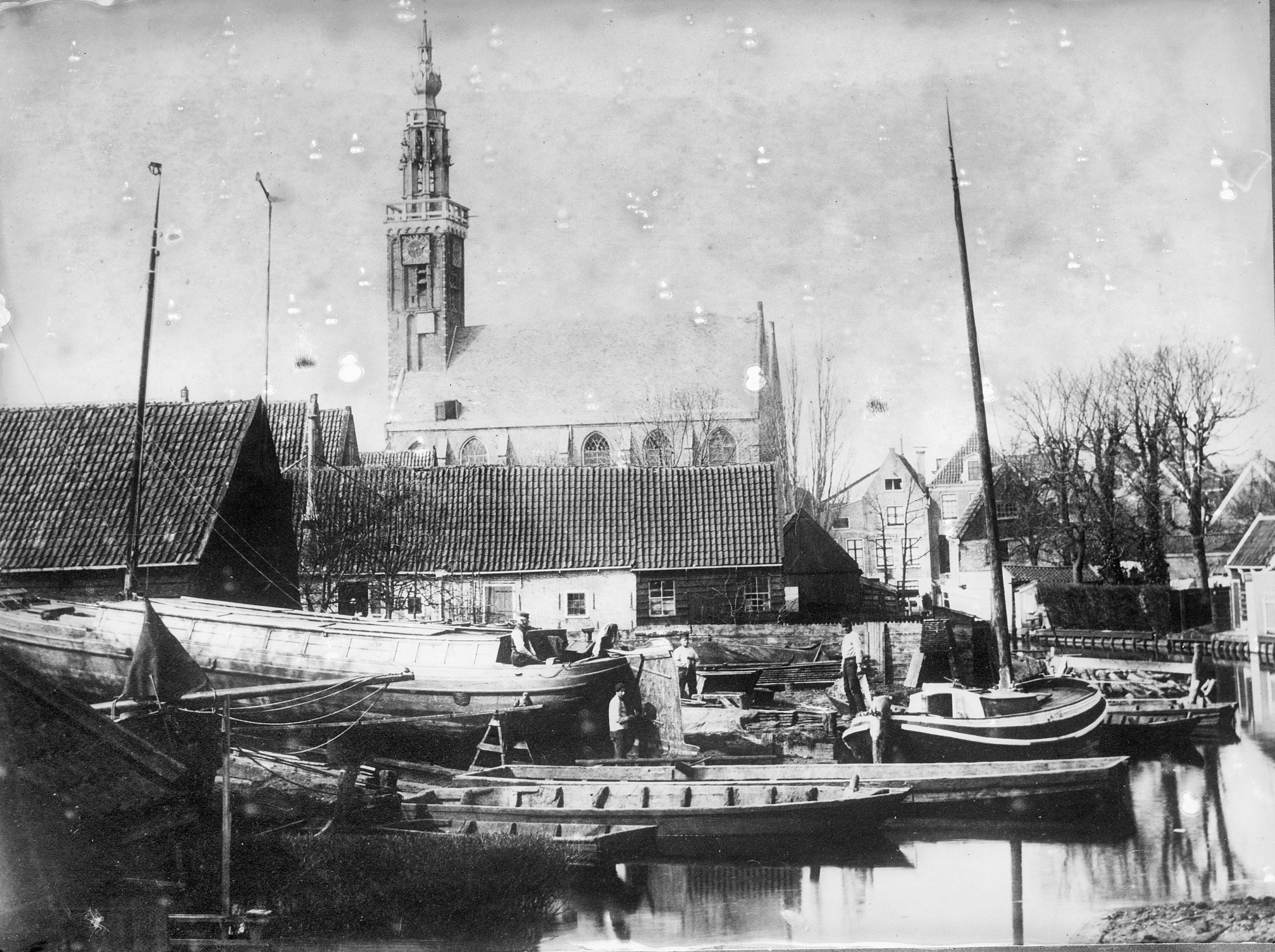
Foto van voor 1883? van de speeltoren met kerk.